# Caverna de Cosquer

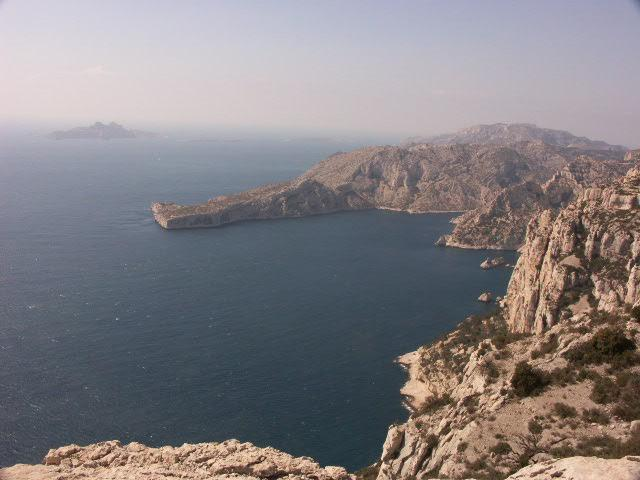
O Cabo Morgiou, próximo a Marselha

A Caverna de Cosquer se localiza no Cabo Morgiou, perto de Marselha, França. Essa caverna, cuja entrada está submersa, foi descoberta por Henri Cosquer em 1991.

## Descrição
Na atualidade a caverna tem acesso através de um longo túnel de 175 metros de comprimento, cuja entrada está localizada a 37 metros abaixo do nível do mar.
Há 20 000 anos, durante a última Idade do Gelo, grandes volumes de água foram retidos em enormes calotas polares, fazendo o nível do mar 110 a 120 metros mais baixo que hoje. A costa do Mar Mediterrâneo estava então vários quilômetros da caverna.

## Arte
Essa caverna contém várias dezenas de pinturas e incrustações que datam do Paleolítico Superior, com duas diferentes fases de ocupação da caverna:
- Desenhos mais antigos de estêncil a mão e outros desenhos relacionados, datando de 37,000 AP (Período Gravetiano)
- Desenhos mais novos de sinais e desenhos de animais que datam de 19,000 AP (Solutrense), representando animais "clássicos" tais como bisões, ibexes e cavalos, mas também animais marinhos tais como focas e o que parecem ser Alcidaes e medusas.